# Isidro Barrio Barrio
Isidro Barrio Barrio (* 5. Mai 1943 in Villafranca Montes de Oca) ist ein spanischer Geistlicher und emeritierter römisch-katholischer Bischof von Huancavelica. 

## Leben
Isidro Barrio Barrio trat 1956 in das Kleine Seminar seines Heimatbistums Burgos ein. Nach seiner Schulzeit studierte er Philosophie am Priesterseminar in Burgos und danach Katholische Theologie an der Facultad de Teología del Norte de España (Theologische Fakultät für Nordspanien) in Burgos. Am 6. Juli 1968 empfing er die Priesterweihe. Er war Kaplan in Castrillo de Murcia, in Castrojeriz und in Aranda de Duero. 1986 wurde er in die Mission nach Peru entsandt. Er war Rektor des Kleines Seminars in Huancavelica und ab 1987 Generalvikar des Bistums Huancavelica.
Papst Johannes Paul II. ernannte ihn am 10. April 2002 zum Koadjutorbischof von Huancavelica. Die Bischofsweihe spendete ihm der Bischof von Huancavelica, William Dermott Molloy McDermott, am 25. Mai 2000; Mitkonsekratoren waren Rino Passigato, Apostolischer Nuntius in Peru, und Luis Abilio Sebastiani Aguirre SM, Erzbischof von Ayacucho o Huamanga.
Nach der Emeritierung William Dermott Molloy McDermotts folgte er diesem am 18. Juni 2005 im Amt des Bischofs von Huancavelica nach. Am 21. Mai 2021 nahm Papst Franziskus das von Isidro Barrio Barrio aus Altersgründen vorgebrachte Rücktrittsgesuch an.